# Vi sitter i Ventrilo och spelar DotA
Pour les articles homonymes, voir Dota (homonymie).
 (juillet 2011).
Singles de Basshunter
Boten Anna
(2006) Hallå där
(2006)
Vi sitter i Ventrilo och spelar DotA (en anglais "We're sitting in Ventrilo, playing Defense of the Ancients"), dans certains pays raccourci à DotA, est un remix réalisé par l'artiste Basshunter de la chanson éponyme Daddy DJ de Daddy DJ. Les paroles évoquent le programme Ventrilo et les jeux vidéos  Warcraft III, Defense of the Ancients. Le remix a d'abord été publié comme le second single de l'album LOL <(^^,)>.

## Liste des pistes
CD single
1. Vi sitter i Ventrilo och spelar DotA [Single Version] - 3:21
2. Vi sitter i Ventrilo och spelar DotA [Club Mix]       - 5:43
3. Vi sitter i Ventrilo och spelar DotA [AssHunter Remix]- 5:52
4. Vi sitter i Ventrilo och spelar DotA [Extended Version]-7:46

## Reprises
Un single adaptant ce remix, intitulé Please Don't Go, est sorti en Suède. Ce single était, à l'origine, destiné à un public britannique. Du fait de problèmes techniques, il ne sortit toutefois qu'en Suède. La version anglaise est intitulée All I Ever Wanted. Elle fut publiée au Royaume-Uni le 7 juillet 2008.
Enfin, une version allemande, intitulée Wir sitzen im Ventrilo und spielen DotA, est actuellement en production. Elle est prévue dans un prochain album de remixes, aux côtés d'autres morceaux, pour une sortie en Allemagne.

## Clip
Le clip s'ouvre sur la mère de Basshunter (jouée par elle-même) ouvrant une porte sur la chambre de l'artiste. On le voit, jouant à DotA avec ses amis. Furieuse, sa mère les récrimine, avant de se mettre à chanter. Basshunter chante à son tour, mis en scène dans une LAN-party, tournée lors de The Gathering, une des plus grandes LAN de jeux vidéo, tournée en Norvège (contrairement à l'idée générale, cette vidéo ne fut pas réalisée durant la DreamHack). 

## Classements

### Classements hebdomadaires
| Classement (2008-2010)      | Meilleure position |
| --------------------------- | ------------------ |
| Finlande Classement single  | 2                  |
| Suède Classement single     | 6                  |
| Danemark Classement single  | 7                  |
| Norvège Classement single   | 7                  |
| Pays-Bas Classement single  | 9                  |
| Autriche Classement single  | 18                 |
| Allemagne Classement single | 33                 |
| Irlande Classement single   | 49                 |

### Classement de fin d'année
| Classement (2006)          | Position |
| -------------------------- | -------- |
| Suède Classement single    | 16       |
| Pays-Bas Classement single | 89       |